# Enrico Rivolta
Enrico Rivolta (Milão, 29 de junho de 1905 - 18 de março de 1974) foi um futebolista italiano.

## Carreira
Conquistou a medalha de bronze 1928, com a Seleção Italiana de Futebol.